# Kenneth Chenault
Kenneth Irvine Chenault, detto Ken (Long Island, 2 giugno 1951), è un dirigente d'azienda statunitense, dal 2001 presidente e amministratore delegato di American Express.

## Biografia, Studi e Carriera
Chenault è cresciuto a Long Island, figlio di un dentista e igienista dentale . Ha frequentato la Waldorf School di Garden City.. Nel 1976 consegue la laurea in Legge presso la Harvard Law School. Ha lavorato come avvocato associato presso lo studio legale Rogers & Wells a New York City e come consulente per Bain & Company.

## American Express
Entrato in American Express nel 1981, divenne presidente e chief operating officer (COO) nel 1997. Nel 2001 assunse la carica di amministratore delegato di American Express, è stato il terzo afro-americano della storia a diventare un CEO di una società Fortune 500.
Attualmente è co-presidente della Business Roundtable e fa parte del consiglio di amministrazione IBM, è inoltre membro del Council on Foreign Relations. Nel 1995, il magazine "Ebony" lo ha indicato come uno dei 50 "living pioneers" della comunità afro-americana. Chenault è stato inserito nel 2002 nella Junior Achievement U.S. Business Hall of Fame.
Il 18 Ottobre 2017, ha annunciato il suo pensionamento e quindi il rilascio della guida dell'azienda a partire dal 1 Febbraio 2018. Il suo successore designato è Stephen J. Squeri, attuale vicepresidente del gruppo.